# Mycomya zaitsevi
Mycomya zaitsevi är en tvåvingeart som beskrevs av Vaisanen 1984. Mycomya zaitsevi ingår i släktet Mycomya och familjen svampmyggor. Inga underarter finns listade i Catalogue of Life.